# Dekanat grodzieński (eparchia grodzieńska i wołkowyska)
Dekanat grodzieński – jeden z dziewięciu dekanatów wchodzących w skład eparchii grodzieńskiej i wołkowyskiej Egzarchatu Białoruskiego Patriarchatu Moskiewskiego.

## Parafie w dekanacie
- Parafia Augustowskiej Ikony Matki Bożej w Grodnie
  - Cerkiew Augustowskiej Ikony Matki Bożej w Grodnie
- Parafia Ikony Matki Bożej „Poszukiwanie Zaginionych” w Grodnie
  - Cerkiew Ikony Matki Bożej „Poszukiwanie Zaginionych” w Grodnie
  - Cerkiew św. Wielkomęczennika Pantelejmona w Grodnie
- Parafia Ikony Matki Bożej „Ukój Mój Smutek” w Grodnie
  - Cerkiew Ikony Matki Bożej „Ukój Mój Smutek” w Grodnie
- Parafia Narodzenia Pańskiego w Grodnie
  - Cerkiew Narodzenia Pańskiego w Grodnie
  - Kaplica św. Tichona Patriarchy Moskiewskiego w Grodnie
- Parafia Opieki Matki Bożej w Grodnie
  - Sobór Opieki Matki Bożej w Grodnie
  - Cerkiew św. Olgi w Grodnie
- Parafia Soboru Wszystkich Świętych Białoruskich w Grodnie
  - Cerkiew Soboru Wszystkich Świętych Białoruskich w Grodnie
- Parafia Ścięcia Głowy św. Jana Chrzciciela w Grodnie
  - Cerkiew Ścięcia Głowy św. Jana Chrzciciela w Grodnie
  - Kaplica Tichwińskiej Ikony Matki Bożej w Grodnie
- Parafia św. Atanazego Brzeskiego w Grodnie
  - Cerkiew św. Atanazego Brzeskiego w Grodnie
  - Cerkiew Objawienia Żyrowickiej Ikony Matki Bożej w Grodnie
- Parafia Świętych Borysa Gleba w Grodnie
  - Cerkiew Świętych Borysa i Gleba w Grodnie
  - Cerkiew Kołoskiej Ikony Matki Bożej w Grodnie
- Parafia św. Łukasza Biskupa Krymu w Grodnie
  - Cerkiew św. Łukasza Biskupa Krymu w Grodnie (szpitalna)
- Parafia św. Czcigodnej Marty w Grodnie
  - Cerkiew św. Czcigodnej Marty w Grodnie
- Parafia św. Mikołaja Cudotwórcy w Grodnie
  - Cerkiew św. Mikołaja Cudotwórcy w Grodnie (w rezydencji biskupiej)
- Parafia św. Serafina Żyrowickiego w Grodnie
  - Cerkiew św. Serafina Żyrowickiego w Grodnie
  - Cerkiew św. Kseni Petersburskiej w Grodnie
- Parafia św. Spirydona w Grodnie
  - Cerkiew św. Spirydona w Grodnie
- Parafia św. Włodzimierza Wielkiego w Grodnie
  - Cerkiew św. Włodzimierza Wielkiego w Grodnie
  - Cerkiew św. Cyryla Turowskiego w Grodnie
- Parafia Zmartwychwstania Pańskiego w Grodnie
  - Cerkiew Zmartwychwstania Pańskiego w Grodnie

## Galeria

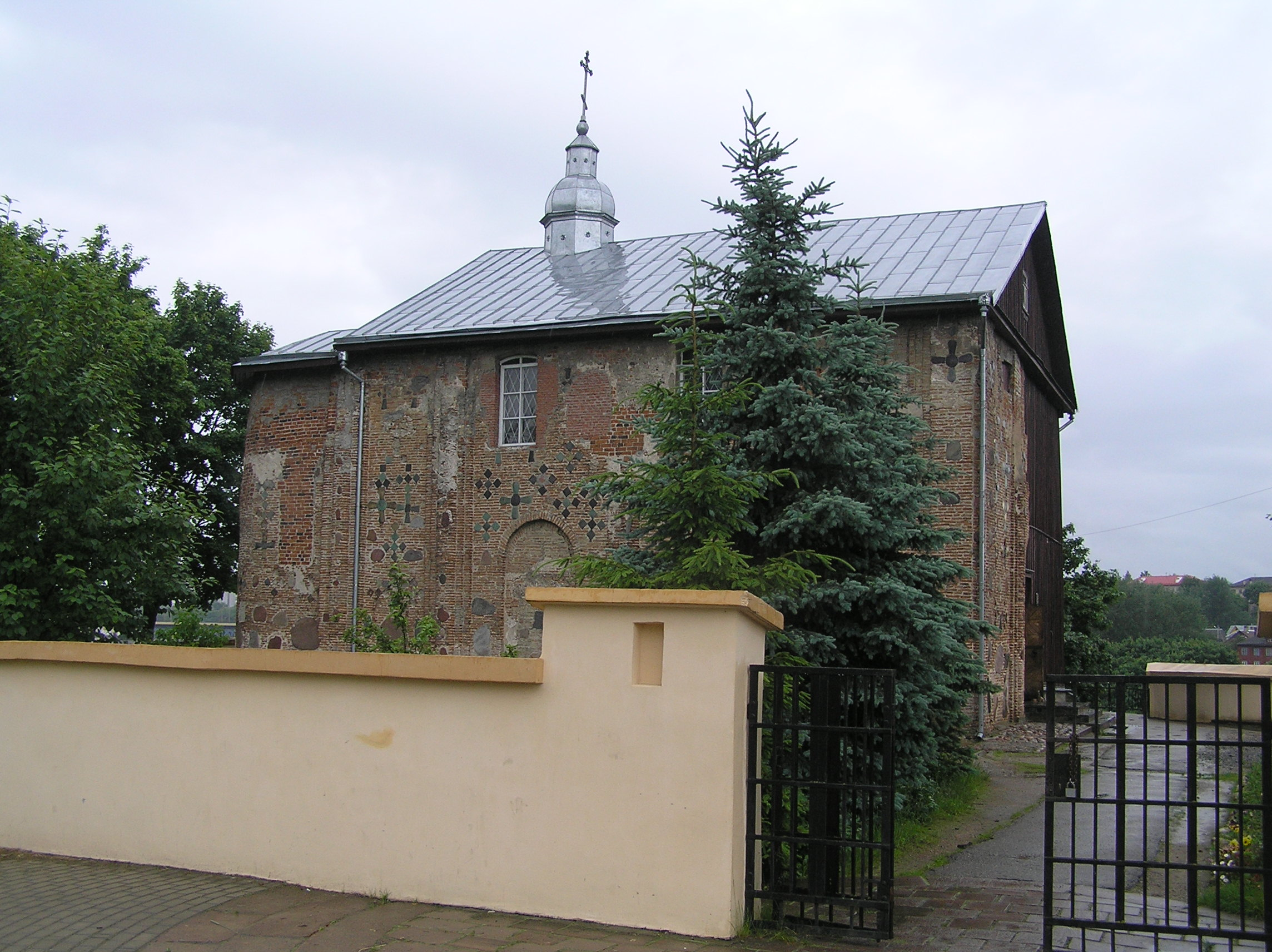
Cerkiew św. Borysa i św. Gleba w Grodnie
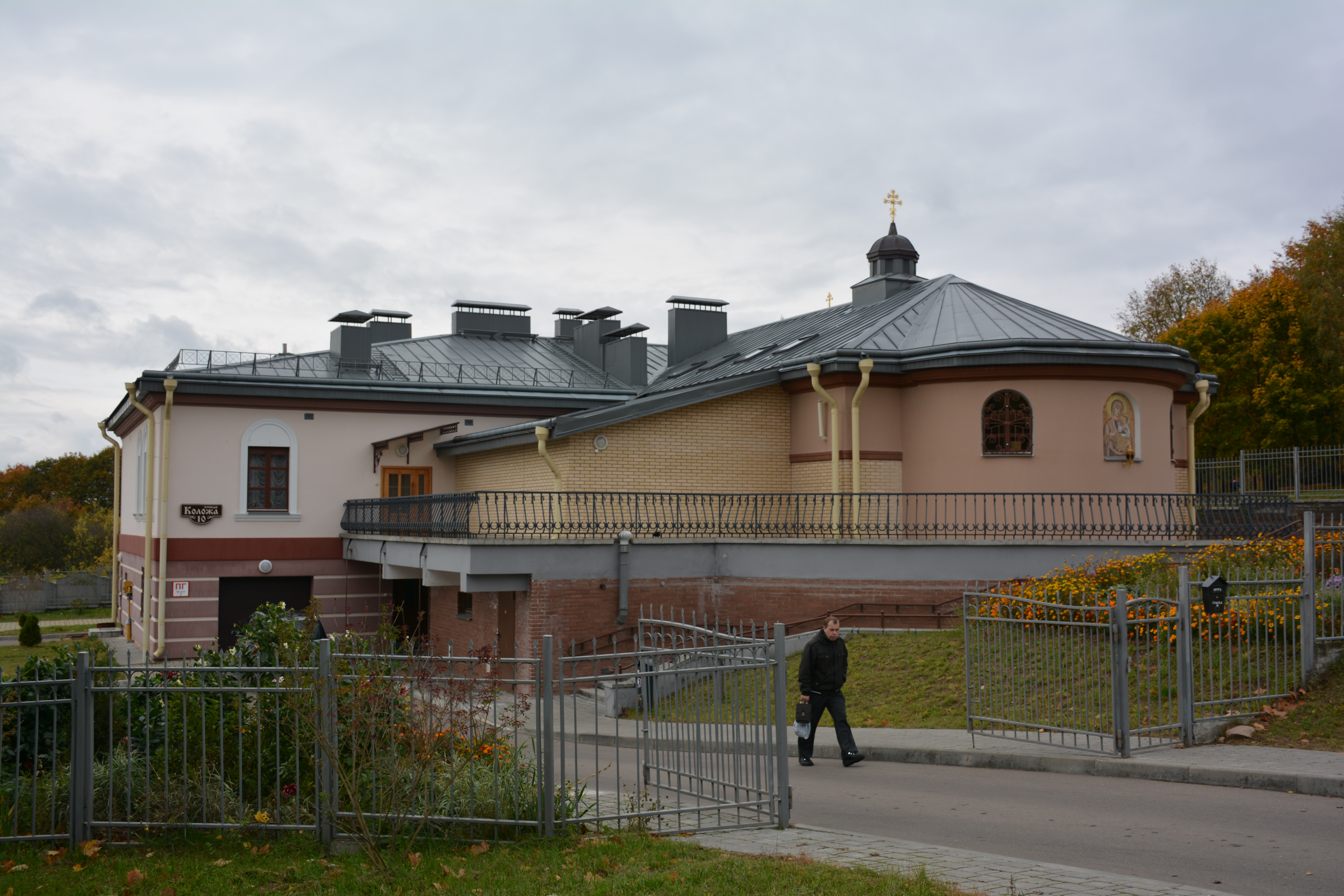
Cerkiew Kołoskiej Ikony Matki Bożej w Grodnie
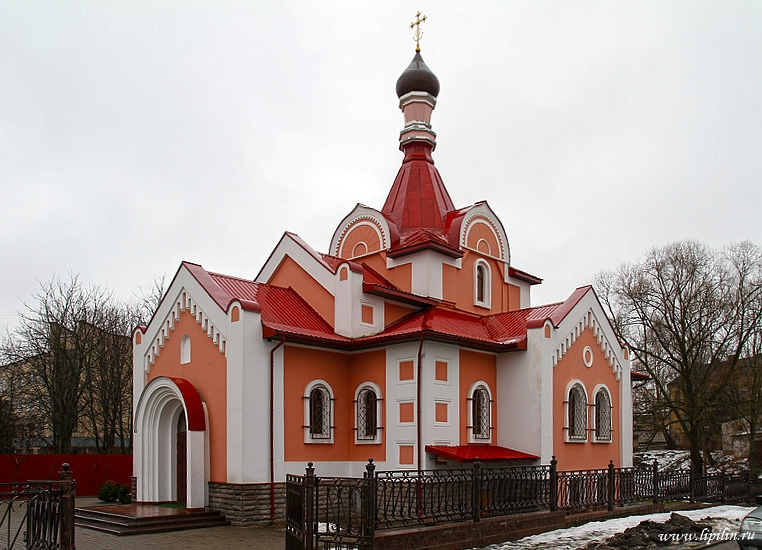
Cerkiew św. Olgi w Grodnie
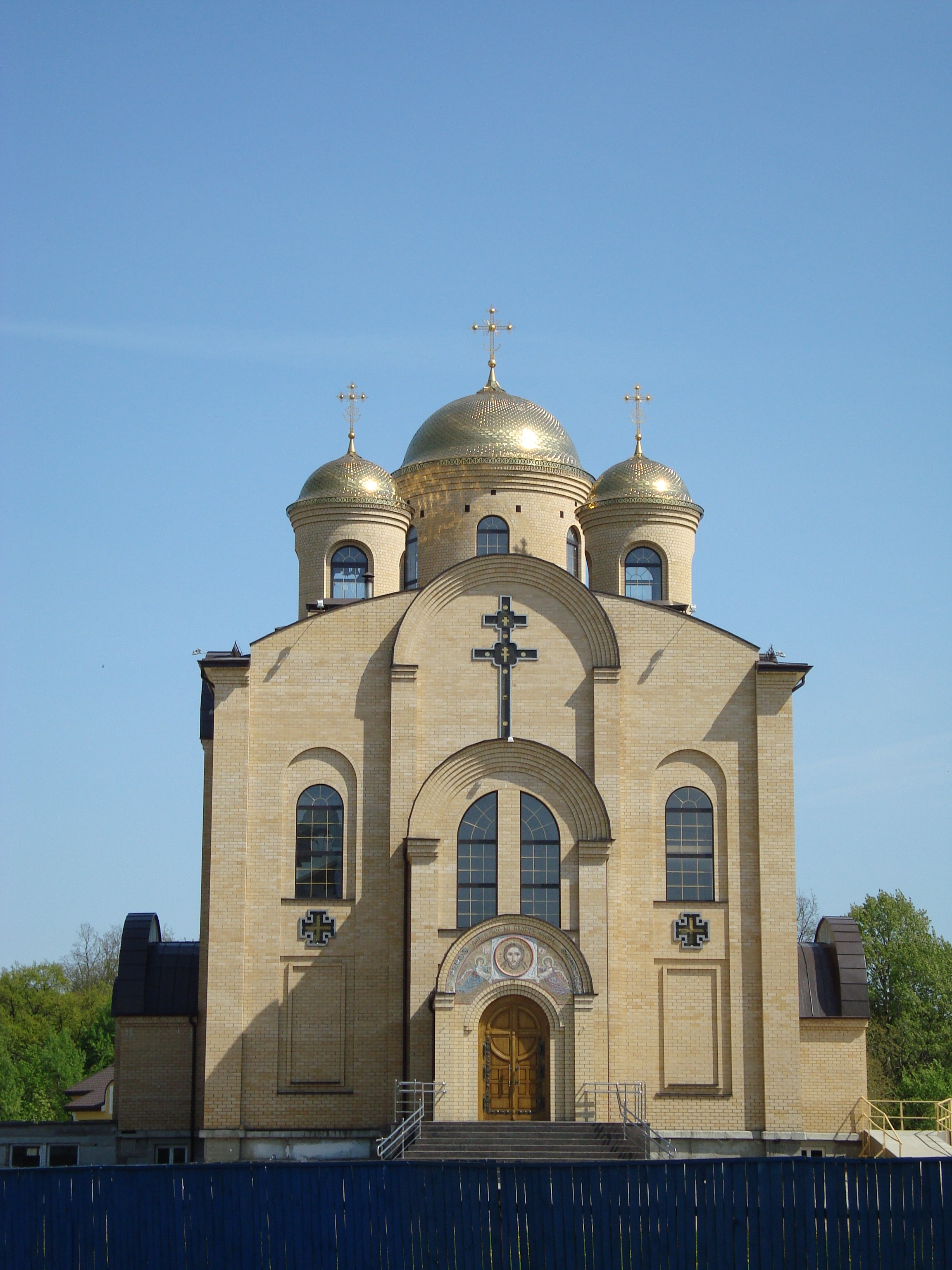
Cerkiew Soboru Wszystkich Świętych Białoruskich w Grodnie